# Teresita Asprella
Teresita Asprella (Bo. Monserrat, Buenos Aires, Argentina; 17 de octubre de 1904 - Ibídem; 26 de septiembre de 1954) fue una destacada cancionista argentina de principio del siglo XX.

## Carrera
Nacida en el barrio porteño de Monserrat, de niña cantó con el seudónimo de  La Goyita actuando luego con Eduardo Bianco, Horacio Pettorossi y Saúl Salinas.
Teresita Asprella fue una cantante de tangos que incursionó brevemente en la época dorada del tango argentino. Fue con el tema Dónde estás corazón de 1930 con letra y música de Luis Martínez Serrano y Augusto Berto sumándoseles la orquesta de Horacio Pettorossi, con que alcanzó mayor reconocimiento en bajo el sello Columbia. Este tango llegó a tener tal éxito que logró emitirse hasta en la ciudad de New York, Estados Unidos.
En 1921 toca con el Quinteto de Maestros del Palais de Glace con Alfredo Mazzeo, Abel D'Onofrio, Ernesto Bianchi, Ángel D'Agostino y Angesilao Ferrazzano. En 1925 se radicó en París donde cantó en la orquesta de Francisco Canaro. 
Con la orquesta formada por Eduardo Bianco y Juan Deambroggio “Bachicha” interpreta los tangos Esclavas blancas en 1928 y Arrepentida en 1929.
Tuvo algunas audiciones radiales pero su imagen desapareció rápidamente el del ambiente artístico. Murió el domingo 26 de septiembre de 1954 a los 50 años de edad víctima de una larga enfermedad. Estuvo casada por varios años con Oscar Ghergo.

## Tangos interpretados
- Esclavas blancas (1928).
- Arrepentida (1929).
- Cancionero (1929).
- Donde estás corazón (1930).